# Хуоси
Хуосите (на немски: Huosi) е могъщ древен баварски княжески род, произлизащ от Пфафенвинкел в Горна Бавария.
Те се споменават в Lex Baiuvariorum („Баварско право“), в списъка на старото Племенно баварско херцогство от 635 г., заедно с Троца, Фагана, Хахилинга, Аниона и владетелския род на Агилолфингите.
Вероятно от тях произлизат Арибоните, както и Луитполдингите, от които вероятно произлизат Вителсбахите.
През 8 век членове на рода Хуоси основават множество манастири:
- Бенедиктбойерн (739/740)
- Полинг (750)
- Щафелзе (750)
- Тегернзе (746 или 765)
- Илмюнстер (762)
- Шледорф (763/772)
- Шарниц (769/772)

Значими членове на рода:
- Хито от Фрайзинг († 835), епископ на Фрайзинг 811/12 – 835.
- Ерханберт († 854), епископ на Фрайзинг 835/836 – 854

Вероятно от род Хуоси са:
- Ато от Фрайзинг († 810/811), епископ на Фрайзинг 783/784 – 810/811
- Луитполд († 907), маркграф на Каринтия, Бавария и Горна Панония